# ایاد محمد علی
ایاد محمد علی (انگلیسی: Ayad Mohammed Ali؛ زادهٔ ۱ ژوئیهٔ ۱۹۵۶) بازیکن فوتبال اهل عراق بود.
وی همچنین در تیم ملی فوتبال عراق بازی کرده‌است.